# Howie Hughes
Howard Duncan Hughes (St. Boniface, 4 aprile 1939 – Everett, 26 marzo 2025) è stato un hockeista su ghiaccio canadese che nel corso della carriera ha giocato nella National Hockey League.

## Carriera
Hughes giocò a livello giovanile con i St. Boniface Canadiens, formazione di un sobborgo di Winnipeg. Al termine della stagione 1958-1959 giocò in prestito per un'altra formazione cittadina, i Winnipeg Braves, i quali conquistarono la Memorial Cup.
Nel 1959 Hughes esordì fra i professionisti disputando una stagione nell'International Hockey League. Nelle stagioni successive restò nelle leghe minori nordamericane come la Central Hockey League e in particolar modo la Western Hockey League, giocando per tre stagioni con i Vancouver Canucks. Nella stagione 1966-1967 Hughes fece parte della formazione dei Seattle Totems che giunse fino alle finali della WHL conquistando il titolo dopo otto anni di attesa.
Nell'estate del 1967 in occasione dell'NHL Expansion Draft Hughes fu selezionato dai Los Angeles Kings, una delle sei nuove franchigie iscritte alla lega, esordendo così in National Hockey League. Rimase a Los Angeles per tre campionati interi mentre nella stagione 1970-71 giocò in prestito per due farm team.
Nelle stagioni successive Hughes fece nuovamente ritorno nella WHL, lega in cui giocò per dieci stagioni totali con oltre 700 presenze e 500 punti all'attivo. Si ritirò dall'attività agonistica al termine della stagione 1974-1975.

## Palmarès

### Club
- Lester Patrick Cup: 1

Seattle: 1966-1967
- Memorial Cup: 1

Winnipeg Braves: 1959

### Individuale
- WHL First All-Star Team: 1

1973-1974
- WHL Second All-Star Team: 1

1966-1967